# Port Ujście Oławy we Wrocławiu
Port wyładunkowy Miejskiego Przedsiębiorstwa Wodociągów i Kanalizacji we Wrocławiu (Schlung – Gardziel, Port Węglowy, Port Ujście Oławy) – port na rzece Odra, położony we Wrocławiu, przy Ulicy Na Grobli. Port zlokalizowany jest w 250,4 km biegu rzeki Odra. Akwatorium portu składa się z wejścia do portu usytuowanego na lewym brzegu rzeki, i basenu portowego, stanowiącego kanał, ułożony równolegle do przepływającej obok rzeki Oława.

## Historia
Port został wybudowany w 1842 (1842–1844) roku, początkowo jako zimowisko dla parostatków, a później także na potrzeby obsługi zakładu wodociągowego Na Grobli, w miejscu istniejącej wcześniej zatoki rzeki Odra. W trakcie budowy zakładu wodociągowego, przez port dostarczano materiały budowlane. Gdy budowa zakładu została zakończona, służył głównie do przeładunku węgla na potrzeby zakładu, a w późniejszym okresie także na potrzeby przepompowni wody na Świątnikach. W tym celu wybudowano od portu kolejkę wąskotorową. MPWiK zaprzestało korzystania z portu w latach siedemdziesiątych XX wieku. Obecnie port dzierżawiony jest na potrzeby wydobycia kruszywa z dna rzeki.
Port posiada nabrzeża skarpowe, brukowane. Nie ma stałych urządzeń rozładunkowych.